# Odetta
Odetta (Birmingham, 1930. december 31. –‎ New York, 2008. december 2.), amerikai énekesnő, színésznő, gitáros, szövegíró, emberjogi aktivista.
Széles repertoárja az amerikai folkzenét, a bluest, a dzsesszt, a spirituálét ölelte fel. Az 1950-es és 1960-as évek amerikai népzene reneszánszának egyik fontos alakja volt és erősen hatott az akkori megújulás számos kulcsfigurájára, köztük Bob Dylanre, Joan Baezre, Mavis Staplesre és Janis Joplinra is. 2011-ben a Time magazin felvette „Take This Hammer” című felvételét a 100 legfontosabb dal listájára.
2024-ben beiktatták a Blues Hall of Fame tagjai közé.

## Pályafutása
Ha az ember biztos lehetne abban, hogy legalább ötven évente jön egy olyan emberi hang és emberi lény, mint Odetta,
akkor az évszázadok olyan gyorsan és fájdalommentesen telnének el, hogy alig ismernénk fel az időt.
Odetta Holmes néven született az alabamai Birminghamben. Apja halála után 1937-ben édesanyjával, Flora Sanders-szel Los Angelesbe költöztek. Amikor Flora Sanders újra férjhez ment, Odetta felvette mostohaapja vezetéknevét.
1940-ben egy tanára felfigyelt rá: „egy tanár azt mondta anyámnak, hogy van hangom, talán tanulnom kellene”. Ennek hatására tizenhárom évesen operaéneklést kezdett tanulni a Belmont High Schoolban, majd a Los Angeles-i City College-ban. Édesanyja abban reménykedett, hogy lánya Marian Anderson nyomába lép, de Odetta azonban félt, hogy egy olyan nagydarab fekete lány, mint ő, bármikor felléphetne a Metropolitan Operában.
1944-ben a Hollywood Turnabout Puppet Theatre együttes tagja lett. 1949-ben csatlakozott a Finian's Rainbow című musical társulathoz. A Finian's Rainbow turnéja során Odetta  egy fiatal együttesben tudott kibontakozni.
1950 után a folkzene került pályája centrumába.
A New York-i Blue Angel szórakozóhelyen és San Francisco-i »Éhes« klubban vált ismertté. 1954-ben rögzítették első lemezét a Fantasy Records számára.
Ezután a szólókarrier következett: Odetta Sings Ballads and Blues (1957) és At the Gate of Horn (1957). Az Odetta Sings Folk Songs (1963) az egyik legkelendőbb folkalbuma volt.
1959-ben a  „Tonight with Harry Belafonte” című műsorban szerepelt. Ebben persze énekelt is Belafontéval. 1961-ben a Harry Belafonte és Odetta duó a 32. helyre került az Egyesült Királyság kislemezlistáján a „There's a Hole in the Bucket” című dalával.
1963-ban Washingtonban részt vett az emlékezeten polgárjogi demonstrációban, amelyen az „O Freedom”-t énekelte. 1961-ben Martin Luther King Jr. „Az amerikai népzene királynőjének” nevezte.
Odetta több filmben is szerepelt, köztük a Cinerama Holiday-ben (1955), a William Faulkner's Sanctuary-ben (1961).
Kétszer ment férjhez, először Dan Gordonhoz, majd válásuk után Gary Sheadhez. Második házassága is válással végződött.
2008 végétől Odetta egészségi állapota hanyatlásnak indult. Azt remélte, hogy még felléphet Barack Obama 2009. január 20-i beiktatásán, de azt már nem érhette meg. 2008. december 2-án halt meg New Yorkban, pár nappal 78. születésnapja előtt.
2009 februárjában a New York-i Riverside Churchben tartott búcsúztatásán a résztvevők között volt Maya Angelou, Pete Seeger, Harry Belafonte, Geoffrey Holder, Steve Earle, a Sweet Honey in the Rock, Peter Yarrow, Maria Muldaur, Tom Chapin, Josh White Jr., Emory Joseph, Rattlesnake Annie, a Brooklyn Technical High School Chamber Chorus. Videón rögzítették Tavis Smiley és Joan Baez előtte való tiszteletadását.

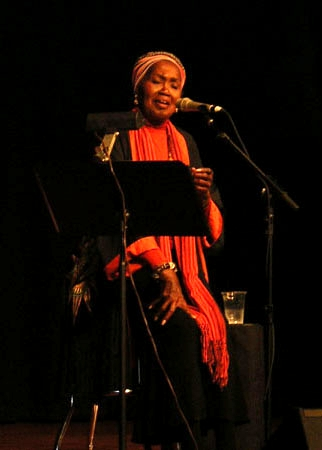
Folk Fesztivál, Kent, Ohio, 2006

## Lemezek
Stúdió albumok
- 1954: The Tin Angel (+ Larry Mohr)
- 1957: Odetta Sings Ballads and Blues
- 1957: At the Gate of Horn
- 1959: My Eyes Have Seen
- 1960: Ballad For Americans & Other American Ballads
- 1960: Christmas Spirituals
- 1962: Odetta and The Blues
- 1962: Sometimes I Feel Like Cryin'
- 1963: One Grain of Sand
- 1963: Odetta Sings Folk Songs
- 1964: It's a Mighty World
- 1964: Odetta Sings of Many Things
- 1965: Odetta Sings Dylan
- 1967: Odetta
- 1970: Odetta Sings
- 1988: Christmas Spirituals (újabb felvétel)
- 1999: Blues Everywhere I Go
- 2001: Looking For a Home

Élő albumok7
Közös albumok11
Díjazott albumok2

## Díjak
- National Medal of Arts
- War Resisters League Peace Award
- Library of Congress Living Legend

## Filmek
Odetta az IMDb-n

## További információ
- Hivatalos oldal
- Odetta a PORT.hu-n (magyarul)
- Odetta az Internet Movie Database-ben (angolul)
- Odetta a Rotten Tomatoeson (angolul)